# Entomacrodus nigricans
Entomacrodus nigricans är en fiskart som beskrevs av Gill, 1859. Entomacrodus nigricans ingår i släktet Entomacrodus och familjen Blenniidae. Inga underarter finns listade i Catalogue of Life.